# نشان آلمان
نشان آلمان (آلمانی: Deutscher Orden) بالاترین نشان افتخاری بود حزب ناسیونال سوسیالیست کارگران آلمان می‌توانست به کسی بابت خدماتش به حزب و میهن اعطا کند.
این مدال را بنو فون آرنت طراحی کرده بود. آدولف هیتلر نخستین نشان آلمان را به وزیر رایش فریتس تت پس از مرگ و در مراسم به‌خاک‌سپاری‌اش در فوریهٔ ۱۹۴۲ اعطا کرد. دومین مدال نیز پس از مرگ اس‌اس-اوبرگروپنفورر راینهارت هایدریش و در مراسم تشییع جنازه‌اش در ژوئن ۱۹۴۲ به وی اهدا شد. منتقدان بدگمان، این نشان را «مدال قهرمان مرده» نامیدند، زیرا تقریباً همیشه، پس از مرگ اعطا می‌شد. تنها دو دریافت کننده‌ای که نشان آلمان را دریافت کردند و از جنگ جهانی دوم جان سالم به در بردند، کنستانتین هیرل و آرتور آکسمان بودند.

## دریافت‌کنندگان
- فریتس تت، ۱۱ فوریه ۱۹۴۲ (پس از مرگ)
- راینهارت هایدریش، ۹ ژوئن ۱۹۴۲ (پس از مرگ)
- آدولف هونلاین، ۲۲ ژوئن ۱۹۴۲ (پس از مرگ)
- ویکتور لوتسه، ۷ مه ۱۹۴۳ (پس از مرگ)
- آدولف واگنر، ۱۷ آوریل ۱۹۴۴ (پس از مرگ)
- یوزف بورکل، ۳ اکتبر ۱۹۴۴ (پس از مرگ)
- رودولف اشمونت، ۷ اکتبر ۱۹۴۴ (پس از مرگ)
- کنستانتین هیرل، ۲۴ فوریه ۱۹۴۵
- کارل هانکه، ۱۲ آوریل ۱۹۴۵ (پس از مرگ؛ وی در ۸ ژوئن ۱۹۴۵ در جریان تلاش برای فرار از یک اردوگاه اسرای جنگی در چکسلواکی کشته شد).
- کارل هولتس، ۲۰ آوریل ۱۹۴۵ (پس از مرگ؛ او در حین نبرد در ۲۰ آوریل ۱۹۴۵ کشته شد).
- آرتور آکسمان، ۲۸ آوریل ۱۹۴۵